# Anders Lindstedt

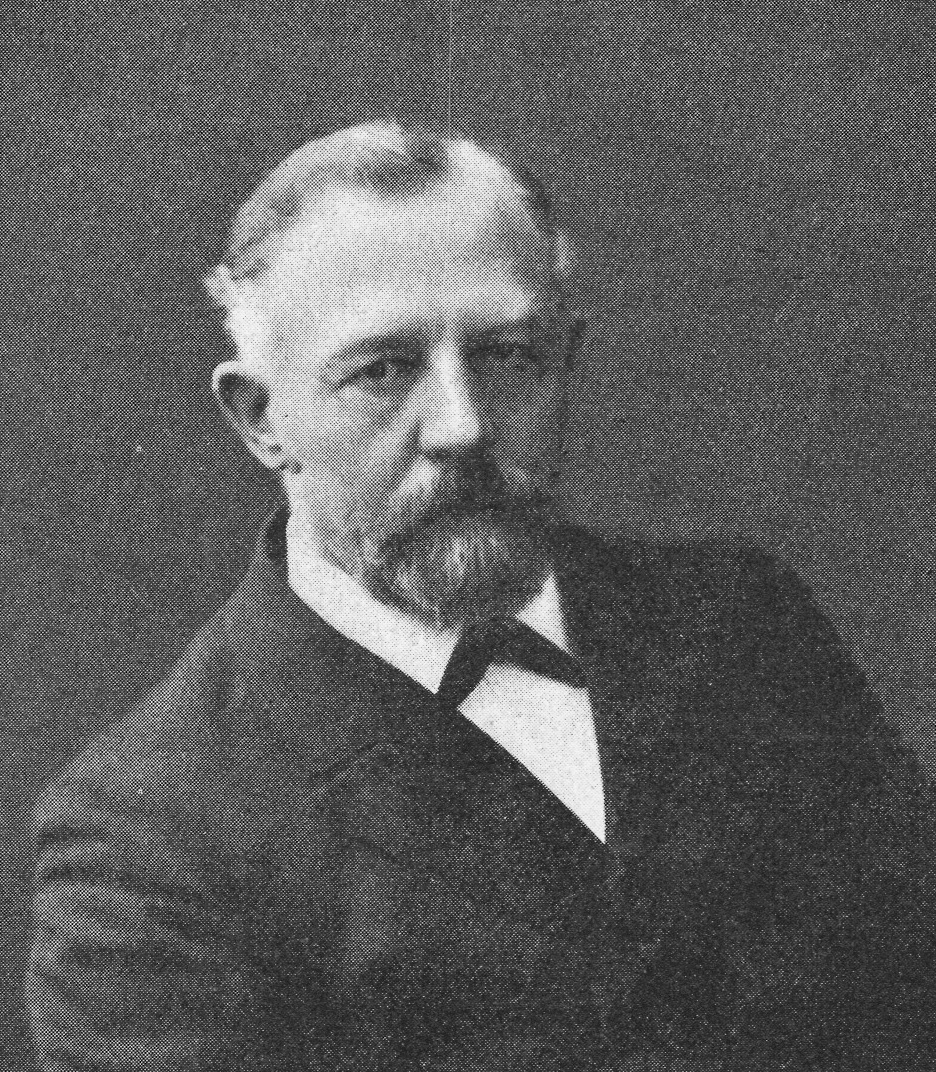
Anders Lindstedt

Anders Lindstedt (* 27. Juni 1854 in der Församling Sundborn, Gemeinde Falun; † 16. Mai 1939 in Stockholm) war ein schwedischer Mathematiker und Astronom.

## Leben
Lindstedt studierte ab 1872 an der Universität Lund, wo er 1877 promoviert wurde und danach Dozent für Astronomie war. Während des Studiums war er 1874/5 Observator an der Sternwarte in Hamburg. 1879 ging er für sieben Jahre als Dozent an die damals russische Universität Dorpat, wo er sich sowohl mit theoretischer (zum Beispiel Dreikörperproblem) und beobachtender Astronomie beschäftigte. Zunächst war er Observator an der Sternwarte, ab 1883 Professor für Mathematik. 1886 kehrte nach Schweden zurück, wo er Professor für Mathematik und Technische Mechanik an der Königlich Technischen Hochschule Stockholm wurde. Dort beschäftigte er sich besonders mit Versicherungsmathematik wie Theorie der Pensionsfonds und war auch zeitweise staatlicher Inspektor für Versicherungswesen. Ab 1909 wechselte er vollständig in die Versicherungswirtschaft und wurde Vorsitzender eines Komitees, das die für den 1913 eingerichteten staatlichen Pensionsfonds notwendigen statistischen Untersuchungen durchführte. 1909 bis 1916 war er auch Richter am obersten schwedischen Verwaltungsgericht und nach dem Ersten Weltkrieg einer der internationalen Richter, die nach dem Versailler Vertrag die Aufteilung der staatlichen Sozialversicherungsfonds zwischen Deutschland, Polen und Frankreich regelten. 1917 bis 1924 war er Vorsitzender des Schlichtungskomitees für die Arbeitsunfähigkeitsversicherung in Schweden. 1924 ging er in den Ruhestand, blieb aber als Versicherungswissenschaftler aktiv.
Seine Arbeiten zur Himmelsmechanik beeinflussten Henri Poincaré. Die Lindstedt-Poincaré-Methode ist nach ihnen benannt. Sie dient zur gleichmäßigen Approximation periodischer Lösungen gewöhnlicher Differentialgleichungen in Fällen, wo die übliche Störungstheorie versagt, und entfernt säkulare Terme der Störungsrechnung.
Er war korrespondierendes Mitglied des Institute of Actuaries in London. Im Jahr 1886 wurde er zum Mitglied der Leopoldina gewählt.